# Токийская школа магов
«Токийская школа магов» (яп. 東京魔人學園剣風帖 龖 То:кё: мадзин гакуэн кэмпу:тё: то:, букв. «Токийская школа истребителей нечисти») — японский аниме-сериал, выпущенный студией AIC Spirits, основанный на одноимённых играх, выпущенных в Японии ранее.

## Сюжет
В Токио всё чаще и чаще появляются демоны, которые совершают массовые убийства людей. Им может противостоять небольшая группа подростков — школьников, обладающая сверхчеловеческой силой. Главным героям предстоит уничтожать монстров, узнать, «кто» или «что» порождает их в таком количестве, а также разобраться в своих чувствах и запутанном прошлом.

## Персонажи
Тацума Хию (яп. 緋勇 龍麻 Хию: Тацума) — новый ученик академии Магами, с виду кажется очень тихим и независимым. Несмотря на то, что всё время ссорится с Кёити, помогает ему во время сражений. Он хорошо обученный боец, знает жизненно важные точки человека. Также может чувствовать угрозу, когда она рядом. У Тацумы есть родимые пятна на обеих руках и ногах. По словам его отца, он обладает венами золотого дракона — противоположностью чёрного дракона. В конце первого сезона выясняется, что Тацума был сиротой и жил с приёмными родителями, которые были позже убиты.
Сэйю: Хиро Симоно
Кёити Хорайдзи (яп. 蓬莱寺 京一 Хо:райдзи Кё:ити) — известный бандит академии Магами, часто устраивает во время урока драки с местными якудза. Начинает дружить с Тацумой после того, как им вместе пришлось сражаться с монстрами. Несмотря на свой вспыльчивый характер и склонность грубить, он очень дорожит своими товарищами. Отец Кёити был «самураем по найму» и был убит местной бандой. Очень хорошо ориентируется в подземной части Токио, так как в молодости проводил там много времени. В конце второго сезона Кёити покидает руины Токио вместе с Хисуй Кисараги в поисках Тацумы.
Сэйю: Масаки Каванабэ
Аой Мисато (яп. 美里 葵 Мисато Аой) — Девушка из богатой семьи и президент студенческого совета Академии Магами. Поначалу Аой не могла управлять своей силой, и чья-то смерть (даже демона) вызывала у неё сильное страдание: в прошлом Аой не смогла спасти подружку, погибшую прямо на её глазах во время пожара. Позже она всё же смогла использовать силу, как оборонный щит. Выясняется, что Аой является носителем глаза Бодхисаттвы и может исцелять им или же уничтожать всё. Тэндо похищает её и овладевает её разумом, заставляя сражаться с друзьями, а позже с помощью её силы пробуждает своих предков. Но благодаря Тацуме, Аой приходит в себя и планы Тэндо срываются.
Сэйю: Юи Хориэ
Комаки Сакураи (яп. 桜井 小蒔 Сакураи Комаки) — капитан клуба Кюдо и лучшая подруга Аой. Она очень импульсивная и быстро выходит из себя. Со стороны Комаки кажется сильной, но на самом деле она подвержена депрессии и даже истерическим припадкам. Отлично стреляет из лука.
Сэйю: Сатоми Араи
Юя Дайго (яп. 醍醐 雄矢 Дайго Ю:я) — капитан клуба академии по реслингу и начинающий повар. Он влюблён в Комаки и всё время готовит ей вкусные блюда. В конце второго сезона они начинают встречаться. Дайго не всегда был доброжелательным и спокойным, в юности он создал банду головорезов вместе с лучшим другом Рэндзи Магацу. Они разбойничали до тех пор, пока Рэндзи не был арестован за убийство собственного отца. Позже выясняется, что пояс на руке Дайго — не что иное, как сила «белого тигра». Она проявилась в тот момент, когда он защитил Комаки от Рэндзи.
Сэйю: Кацуи Тайра
Хисуй Кисараги (яп. 如月 翡翠 Кисараги Хисуй) — владеет антикварным магазином. В детстве был хорошим другом Аой, однако долгое время подвергался суровым тренировкам со стороны деда, сильнейшего экзорциста, после чего стал очень тихим и замкнутым. Происходит из древнего клана, который охотится на демонов. Получил задание убить Аой, как носителя глаза Бодхисаттвы, но не смог.
Сэйю: Эйдзи Сэкигути
Тэндо Кодзуну (яп. 九角 天童 Кодзуну Тэндо:) — главный антагонист истории, обладает огромной силой и может превращать людей и трупы в демонов. Он ответственен за возникновение демонов в городе. Ненавидит всех людей и отрицает свои человеческие чувства. Его мать покончила с собой. Она была потомком клана Кодзуну, который в своё время восстал против сёгуната, после того как сёгунат попытался заполучить девочку с глазом Бодхисаттвы. Клан в итоге проиграл, а выжившие были вынуждены скрываться. Для того чтобы отомстить за смерть своей матери, Тэндо принимает предложение от таинственного человека по имени Мунэтака и получает силу. Особенно ненавидит Тацуму за то, что его предки уничтожили клан Кодзуну и довели мать Тэндо до самоубийства. Его главная цель — заполучив все 10 священных сокровищ, с помощью глаза Бодхисаттвы Аой возродить свой клан и уничтожить человечество. Но в итоге ему не удаётся использовать Аой. План Тэндо проваливается, а самого его предки затягивают в мир иной.
Сэйю: Анри Кацу
Мэри Клейр (яп. マリィ・クレア Мари: Курэа) — загадочная 15-летняя девушка, которая всегда находится рядом с Тэндо. Когда она сердится, из её тела выходят винты и она создаёт взрывную огненную волну. Была направлена своим хозяином Мунэтакой следить за Тэндо. Во втором сезоне она возвращается, чтобы отомстить Тацуме. Из её прошлого выясняется, что она училась в академии «Розенкройц» и подвергалась экспериментам из-за её пирокинеза. Влюбляется в Тацуму и постоянно говорит об их совместном будущем. В конце второго сезона сильно ослабевает и теряет зрение из-за побочного эффекта использования силы Судзаку.
Сэйю: Кана Уэда

## Медиа

### Аниме
Первый сезон транслировался по телеканалу Animax с 19 января по 20 апреля 2007 года. Второй сезон под названием Tokyo Majin Gakuen Kenpuchou Tou: Dai Ni Maku (яп. 東京魔人學園剣風帖 龖 第弐幕) транслировался по тому же каналу с 27 июля по 12 октября 2007 года. 26 июля 2007 года североамериканская компания ADV приобрела лицензию на аниме-сериал (за 780.000$) под упрощённым названием Tokyo Majin. В 2008 году аниме-сериал стал одним из более 30 сериалов, чья лицензия была передана компании Funimation. Сериал также транслировался по российскому телеканалу 2х2 под названием Токийская школа магов.
Открывающие темы:
«0:00 a.m.», исполняет ACID (первый сезон + серии 1—5 и 11 второго сезона)
«Prayer», исполняет ACID (второй сезон: серии 6—9)
Закрывающая тема:
«Hanafubuki» (花吹雪), исполняет ACID